# كلاسيكيات صينية

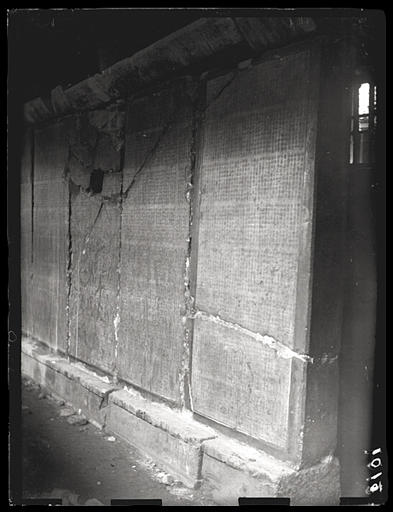

النصوص الصينية الكلاسيكية أو النصوص الكنسية (الصينية المبسطة، الصينية التقليدية، أو بينيين) تشير إلى النصوص الصينية التي نشأت قبل التوحيد الإمبراطوري من قِبل أسرة تشين في 221 قبل الميلاد، ولا سيما الكتب الأربعة والكلاسيكيات الخمس من التقاليد الكونفوشيوسية الجديدة، هي نفسها إختصار تقليدي ل «الكلاسيكيات الثلاثة عشر». جميع النصوص التي كتبت ما قبل تشين باللغة الصينية الكلاسيكية.كما تُعرف الشرائع الثلاثة بالكلاسيكيات.
قد تشير النصوص الكلاسيكية على نطاق أوسع إلى النصوص المكتوبة إما باللغة الصينية العامية أو الصينية الكلاسيكية التي كانت سارية حتى سقوط أخر سلالة إمبراطورية، أسرة تشينغ في عام 1912 . ويمكن أن تشمل النصوص شي(أعمال تاريخية), زي(الأعمال الفلسفية التي تنتمي إلى مدارس فكرية أخرى غير الكونفوشيوسية لكنها أيضًا تشمل الأعمال في الزراعة والطب والرياضيات وعلم الفلك والعرافة والنقد الفني والكتابات المتنوعة الأخرى), جي (الأعمال الأدبية), جينغ (الطب الصيني).
في عهد أسرة مينغ وتشينغ، كانت الكتب الأربعة والخمسة من الكلاسيكيات موضوع دراسة ألزامية من قِبل العلماء الكونفوشيوسيين الذين يرغبون في إجراء الإختبارات الإمبراطورية ليصبحو مسؤولين حكوميين. كان أي نقاش سياسي يكون مليئًا بالإشارة إلى هذه الخلفية، ولا يمكن للمرء أن يكون من المثقفين (أو حتى ضابطًا عسكريًا في إحدى الفترات) دون حفظهم. بشكل عام، كان الأطفال يحفظون المقاطع الصينية من كتب «ثلاثة أحرف كلاسيك» و «مائة اسم عائلة» ثم تابعو حفظ الكلاسكيات الأخرى.
تنقسم الدراسات حول هذه النصوص بشكل طبيعي إلى فترتين، قبل وبعد حرق الكتب أثناء سقوط أسرة تشين، عندما فُقدت العديد من النصوص الأصلية لما قبل تشين.

## قبل 221 (قبل الميلاد)
غالبًا ما يكون من الصعب أو المستحيل تحديد تاريخ أعمال ما قبل تشين بدقة تتجاوز كونها ما قبل تشين أي قبل 1000 عام، غالبًا ما كانت المعلومات في الصين القديمة تُنقل شفهيًا لأجيال قبل تدوينها لذلك لا يلزم أن يكون ترتيب النصوص هو نفسه ترتيب المنسوبين (المؤلفين).
لذلك تم تنظيم القائمة أدناه بالترتيب الموجود في المكتبة الامبراطورية لسلالة جينغ، تصنف جميع الأعمال إلى أربعة فروع عالية المستوى الكونفوشيوسية وأدبهم الثانوي، التاريخ، والفلسفة والشعر.توجد فئات فرعية داخل كل فرع، ولكن نظرًا للعدد القليل من أعمال ما قبل تشين في الفروع الكلاسيكية والتاريخ والشعر، يتم إعادة إنتاج الفئات الفرعية فقط لفرع الفلسفة.

### فرع الكلاسيكيات
| العنوان                                     | الوصف |
| ------------------------------------------- | --- |
| كتاب التغييرات                              | دليل للعرافة مبني على التريغرامات الثمانية المنسوبة إلى الشكل الأسطوري فوهسي، لا يزال يتم إستخدامه من قِبل أتباع الديانات الشعبية الحديثة. |
| كلاسيكيات التاريخ أو كتاب الوثائق (شو جينغ) | مجموعة من الوثائق والخُطب التي يُزعم أنها من فترات شيا، شانغ، وتشو الغربية، وحتى قبل ذلك، يحتوي على بعض من أقدم الأمثلة على النثر الصيني. |
| كلاسيكيات الشعر (شي جينغ)                   | يتكون من 305 قصيدة مقسمة إلى 160 أغنية شعبية و 74 أغنية إحتفالية صغيرة تُغنى تقليديًا في احتفالات البلاط و 31 أغنية إحتفالية كُبرى وتُغنى في إحتفالات البلاط الأكثر جدية و 40 ترنيمة وتأديبًا تُغنى للقرابين للالهة وأرواح أسلافهم البيت الملكي. بُنسب الكتاب تقليديًا إلى مجموعة من الكونفيوشوس. |
| الطقوس الثلاثة                              | |
| طقوس تسوه جوهان.                            | مُنح مكانة كلاسيكية في القرن الثاني عشر (بدلًا من كلاسيكيات الموسيقى المفقودة). |
| كتاب الاداب والإحتفالات (يي لي)             | يصف الطقوس القديمة والأشكال الاجتماعية ز مراسم البلاط. |
| الطقوس الكلاسيكية (لي جي)                   | يصف الأشكال الإجتماعية وو الإدارة والطقوس الإحتفالية. |
| حوليات الربيع والخريف                       | أقدم السجلات زمنيًا، يتألف من حوالي 16000 حرف، ويسجل أحداث ولاية لو من 722 قبل الميلاد إلى 481 قبل الميلاد، مع إدانة ضمنية للإغتصاب والقتل والسفاح القربي وغيرها. |
| تعليق زو                                    | تقرير مختلف عن نفس الأحداث مثل حوليات الربيع والخريف مع بعض الإختلافات المهمة ويغطي فترة أطول من حوليات الربيع والخريف. |
| تعليق جونغ يانغ                             | تعليق أخر باق على نفس الأحداث (انظر إلى حوليات الربيع والخريف). |
| تعليق جول يانغ                              | تعليق أخر باق على نفس الأحداث (انظر إلى حوليات الربيع والخريف). |
| تقوى الوالدين الكلاسيكة (شياو جينغ)         | كتاب صغير يقدم نصائح حول تقوى الأبناء، كيف تتصرف مع كبار السن (مثل الأب أو الأخ الكبير أو الحاكم) وبر الوالدين. |
| الكتب الأربعة                               | |
| مينسيوس (مينجزي)                            | كتاب الحكايات والاحاديث. |
| مختارات كونفوشيوس (لون يو)                  | عمل من عشرين فصلُا من الحوارات المنسوبة إلى كونفوشيوس وتلاميذه، يُعتقد تقليديُا أن دائرة كونفوشيوس نفسها قد كتبت ويُعتقد أنه تم تعيينها من قِبل علماء الكونفوشيوسية اللاحقين. |
| عقيدة المتوسط (زونغ يونغ)                   | فصل من كتاب الطقوس تم تحويله إلى عمل مستقل بواسطة تشو تشي. |
| التعلم العظيم                               | فصل من كتاب الطقوس تم تحويله إلى عمل مستقل بواسطة تشو تشي. |
| فقه اللغة                                   | |
| إريا                                        | قاموس يشرح معنى الكلمات وتفسيرها في سياق القانون الكونفوشيوسي. |

### فرع التاريخ
| العنوان                     | الوصف                                                                                                   |
| --------------------------- | --- |
| حوليات الخيزران             | تم التنقيب عن تاريخ سلالة تشو من مقبرة وي في عهد أسرة جين.                                              |
| يي تشو سو                   | يشبه في أسلوبه كتاب الوثائق.                                                                            |
| خطابات الدول                | سجلت مجموعة من السجلات التاريخية للعديد من الولايات في الفترة منذ فترة تشو الغربية إلى 453 قبل الميلاد. |
| استراتيجيات الدول المتحاربة | حرره ليو شيانغ.                                                                                         |
| يانزي تشونكيو               | ينسب إلى رجل الدولة يان ينغ، المعاصر لكونفوشيوس.                                                        |

### فرع الفلسفة
| العنوان                                | الوصف                                       |
| -------------------------------------- | ------------------------------------------- |
| الكونفوشيوسية (ما عدا فرع الكلاسيكيات) |                                             |
| كونغزي جيايو                           | مجموعة من القصص عن كونفوشيوس وتلاميذه.      |
| العسكرة                                |                                             |
| ستة تعاليم سرية                        | ينسب إلى جيانغ زيا (تاي جونغ).              |
| فن الحرب                               | ينسب إلى سون تزو.                           |
| طرق سيما                               | ينسب إلى سيما رانغ جو.                      |
| الإستراتيجيات الثلاث لهوانغ شي جونغ    | ينسب إلى جيانغ زيا.                         |
| ست وثلاثون حيلة                        | حُدث مؤخرًا.                                  |
| الشرعية                                |                                             |
| جوان زي                                | ينسب إلى جوان زونغ.                         |
| كتاب اللورد شانغ                       | ينسب إلى شانغ يانغ.                         |
| قانون القوانين                         | ينسب إلى لي كيو.                            |
| متنوع                                  |                                             |
| يوزي                                   | قطعة.                                       |
| موزي                                   | ينسب إلى الفيلسوف الذي يحمل نفس الاسم موزي. |
| الأساطير                               |                                             |
| حكاية الملك مو، ابن السماء.            |                                             |
| كلاسيكي الجبال والبحار (شان هي جينغ).  |                                             |
| الطاوية                                |                                             |
| داوديجينغ                              | ينسب إلى لاوتزه.                            |
| ليزي (كلاسيكيات الفراغ التام)          | ينسب إلى لي يو كيو.                         |

### الشعر
| العنوان | الوصف |
| ------- | --- |
| تشو سي  | بصرف النظر عن شي جينغ (انظر إلى فرع الكلاسيكيات)المجموعة الشعرية الوحيدة الباقية من قبل تشين، ينسب إلى ولاية تشو الجنوبية وخاصة كيو يوان. |

## الكلاسيكيات الثلاثة عشر
تعد الكلاسيكيات الثلاثة عشر من أهم أعمال ما قبل تشين التي أصبحت في ما بعد المنهج الرسمي لنظام الفحص الإمبراطوري من عهد أسرة سونغ، هذا التنظيم مختلف قليلًا لأعمال فرع لكلاسيكيات. في المجموع يصل إجمالي هذه الأعمال إلى أكثر من 600000 حرف يجب حفظها من أجل إجتياز الاختبار. علاوةً على ذلك فإن هذه الأعمال مصحوبة بتعليقات وو شروح موسعة تحتوي على ما يقرب 300 مليون حرف حسب بعض التقديرات.

## بعد 206 (قبل الميلاد)
يعد «التاريخ الأربعة والعشرون»، مجموعة من التواريخ الرسمية للصين لمختلف السلالات. منها تتضمن:
- سجلات المؤرخ الكبير بواسطة سيما شيان.
- كتاب هان لبان جو.
- كتاب هان في وقت لاحق بواسطة فان يي.
- كتاب الأغنية لشين يو.
- وغيرها الكثير من الكتب.